# 猴子包水电站

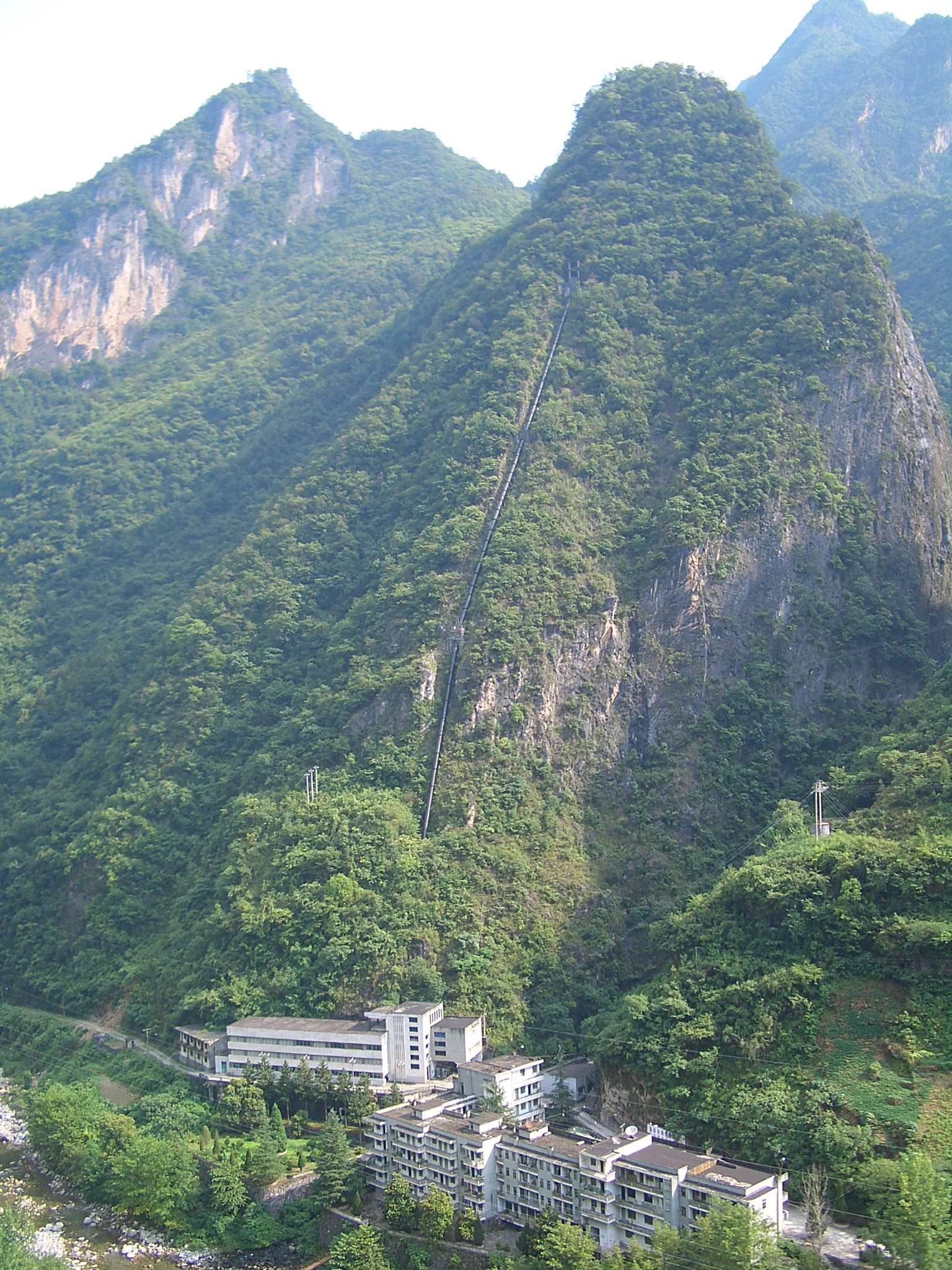
猴子包水电站

猴子包水电站，为位于湖北省宜昌市兴山县湘坪乡白竹村的一座引水式水电站。

该水电站位于红花河与香溪河的另一条支流九冲河的汇交处,距离兴山新县城古夫镇西北36km。

猴子包水电站于1975年开工修建，历时7年建成兴山县第一座大型水电站，于1981年12月30日投产发电。

电站承雨面积363km2,原设计装机容量8200kw(2*1600+2*2500)，引用流量8.2 m3/s，设计年发电量4350万千瓦时。现装机容量达到10700KW(2*1600+3*2500)，平均发电量4496万千瓦时。